# قره‌کول (ازبکستان)
قاره‌کول (به ازبکی: Qorakoʻl، قاره‌کۉل) یک شهر در ازبکستان است که در شهرستان قره‌کول ولایت بخارا واقع شده‌است. قاره‌کول ۲۰٬۹۰۰ نفر جمعیت دارد. نام این شهر در گذشته بیکند نام داشته است و در شاهنامه از آن نام برده شده است.